# Yıldıray Baştürk
Yıldıray Baştürk (n. 24 decembrie 1978, Herne, Germania de Vest) este un fotbalist turc de origine germană, legitimat la echipa de club Blackburn Rovers FC.